# Giro del Trentino 1996
Il Giro del Trentino 1996, ventesima edizione della corsa, si svolse dall'8 al 12 maggio su un percorso di 884 km ripartiti in 5 tappe, con partenza ad Arco e arrivo a Trento. Fu vinto dall'italiano Wladimir Belli della Panaria-Vinavil davanti al suo connazionale Enrico Zaina e al colombiano Nelson Rodríguez.

## Tappe
| Tappa  | Data      | Percorso                   | km  | Vincitore di tappa | Leader cl. generale |
| ------ | --------- | -------------------------- | --- | ------------------ | ------------------- |
| 1ª     | 8 maggio  | Arco > Riva del Garda      | 150 | Gianni Bugno       | Gianni Bugno        |
| 2ª     | 9 maggio  | Riva del Garda > Merano    | 167 | Fabiano Fontanelli | Fabiano Fontanelli  |
| 3ª     | 10 maggio | Merano > Fiera di Primiero | 176 | Gianni Faresin     | Gianni Faresin      |
| 4ª     | 11 maggio | Fiera di Primiero > Lienz  | 176 | Leonardo Piepoli   | Wladimir Belli      |
| 5ª     | 12 maggio | Lienz > Trento             | 215 | Rodolfo Massi      | Wladimir Belli      |
| Totale | Totale    | Totale                     | 884 |                    |                     |

## Dettagli delle tappe

### 1ª tappa
- 8 maggio: Arco > Riva del Garda – 150 km

| Pos. | Corridore          | Squadra | Tempo    |
| ---- | ------------------ | ------- | -------- |
| 1    | Gianni Bugno       | MG Boys | 3h41'42" |
| 2    | Fabiano Fontanelli | MG Boys | s.t.     |
| 3    | Gabriele Missaglia | Panaria | s.t.     |

| Pos. | Corridore    | Squadra | Tempo |
| ---- | ------------ | ------- | ----- |
| 1    | Gianni Bugno | MG Boys |       |

### 2ª tappa
- 9 maggio: Riva del Garda > Merano – 167 km

| Pos. | Corridore            | Squadra       | Tempo    |
| ---- | -------------------- | ------------- | -------- |
| 1    | Fabiano Fontanelli   | MG Boys       | 4h37'11" |
| 2    | Dmitrij Konyšev      | Aki           | s.t.     |
| 3    | Massimiliano Gentili | Cantina Tollo | s.t.     |

| Pos. | Corridore          | Squadra | Tempo |
| ---- | ------------------ | ------- | ----- |
| 1    | Fabiano Fontanelli | MG Boys |       |

### 3ª tappa
- 10 maggio: Merano > Fiera di Primiero – 176 km

| Pos. | Corridore         | Squadra  | Tempo    |
| ---- | ----------------- | -------- | -------- |
| 1    | Gianni Faresin    | Panaria  | 4h39'14" |
| 2    | Wladimir Belli    | Panaria  | a 17"    |
| 3    | Simone Borgheresi | Mapei-GB | a 19"    |

| Pos. | Corridore      | Squadra | Tempo |
| ---- | -------------- | ------- | ----- |
| 1    | Gianni Faresin | Panaria |       |

### 4ª tappa
- 11 maggio: Fiera di Primiero > Lienz – 176 km

| Pos. | Corridore        | Squadra | Tempo    |
| ---- | ---------------- | ------- | -------- |
| 1    | Leonardo Piepoli | Refin   | 4h39'37" |
| 2    | Enrico Zaina     | Carrera | a 18"    |
| 3    | Wladimir Belli   | Panaria | s.t.     |

| Pos. | Corridore      | Squadra | Tempo |
| ---- | -------------- | ------- | ----- |
| 1    | Wladimir Belli | Panaria |       |

### 5ª tappa
- 12 maggio: Lienz > Trento – 215 km

| Pos. | Corridore       | Squadra | Tempo    |
| ---- | --------------- | ------- | -------- |
| 1    | Rodolfo Massi   | Refin   | 5h09'57" |
| 2    | Zbigniew Spruch | Panaria | a 8"     |
| 3    | Wladimir Belli  | Panaria | s.t.     |

| Pos. | Corridore        | Squadra      | Tempo     |
| ---- | ---------------- | ------------ | --------- |
| 1    | Wladimir Belli   | Panaria      | 22h48'19" |
| 2    | Enrico Zaina     | Carrera      | a 4"      |
| 3    | Nelson Rodríguez | Selle Italia | s.t.      |

## Classifiche finali

### Classifica generale
| Pos. | Corridore            | Squadra      | Tempo     |
| ---- | -------------------- | ------------ | --------- |
| 1    | Wladimir Belli       | Panaria      | 22h48'19" |
| 2    | Enrico Zaina         | Carrera      | a 4"      |
| 3    | Nelson Rodríguez     | Selle Italia | s.t.      |
| 4    | Georg Totschnig      | Team Polti   | s.t.      |
| 5    | Gianni Faresin       | Panaria      | a 31"     |
| 6    | Rodolfo Massi        | Refin        | a 55"     |
| 7    | Marco Zen            | Roslotto     | a 1'08"   |
| 8    | Stefano Faustini     | Aki          | s.t.      |
| 9    | Massimiliano Gentili | C. Tollo     | a 1'31"   |
| 10   | Riccardo Forconi     | Amore & Vita | a 2'10"   |